# 蒙珀扎苏博宗
蒙珀扎苏博宗（法語：Montpezat-sous-Bauzon，法語發音：[mɔ̃pəza su bozɔ̃]）是法国阿尔代什省的一个市镇，属于拉让蒂耶尔区。

## 地理
蒙珀扎苏博宗（44°42'44"N, 4°12'24"E）面积27.23 平方千米，位于法国奥弗涅-罗讷-阿尔卑斯大区阿尔代什省，该省份为法国东南部内陆省份，北起顺时针与卢瓦尔省、伊泽尔省、德龙省、沃克吕兹省、加尔省、洛泽尔省和上盧瓦爾省接壤。
与蒙珀扎苏博宗接壤的市镇（或旧市镇、城区）包括：巴尔纳斯、比尔泽、梅拉斯、勒鲁、圣西尔格昂蒙塔涅、圣皮埃尔-德科隆比耶、蒂埃、于斯克拉德和里约托尔。
蒙珀扎苏博宗的时区为UTC+01:00、UTC+02:00（夏令时）。

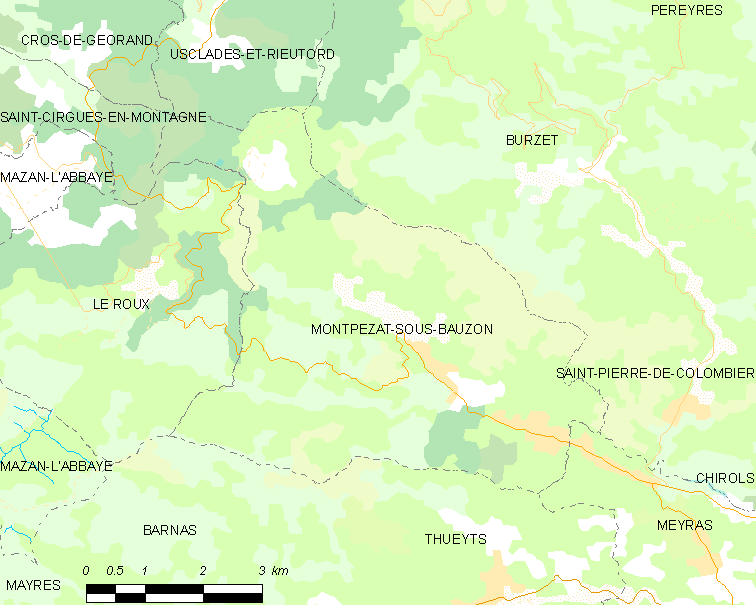
蒙珀扎苏博宗的OSM定位图

## 行政
蒙珀扎苏博宗的邮政编码为07560，INSEE市镇编码为07161。

## 政治
蒙珀扎苏博宗所属的省级选区为上阿尔代什县。

## 人口

1962-2008年间蒙珀扎苏博宗人口变化图示

蒙珀扎苏博宗于2022年1月1日时的人口数量为756人。